# Stanislaw Szczyrba
Stanislaw "Stanley" Szczyrba född 8 maj 1946 i Polen är svensk/polsk friidrottstränare, tidigare skriven i Sverige. 
Szczyrba är skolad i den polska idrottsvetenskapen och har genomgått polsk tränarutbildning. I början av 1990-talet kom han till Sverige som tränare i IFK Lund, och efter något år fick han anställning i Malmö AI, där han var anställd t.o.m. 2009. Sedan dess jobbar han som tränare i Qatar och tog över Mutaz Essa Barshim. Han  har tidigare tränat den isländska stavhopperskan Vala Flosadóttir, som tävlade för MAI. Han ledde henne till två världsrekord inomhus och ett OS-brons i Sydney 2000.
Szczyrbas mest kända svenska adept är höjdhopparen Linus Thörnblad. Under sin tid i Sverige tränade han också flera av Sveriges bästa stavhoppare bl.a. Jesper Fritz, Melker Svärd Jacobsson, Pawel Szczyrba, Johan Carlsson, Gustaf Hultgren, Petter Olson, Maria Rendin, Alissa Söderberg, Petra Olsen, Emelie Gustafsson m.fl. Szczyrba tränade även den flerfaldiga svenska mästaren på kort häck Philip Nossmy.
Trots att Szczyrba jobbar som tränare i Qatar nu, tränar han fortfarande två svenska stavhoppare; Alhaji Jeng och Alissa Söderberg.